# Blitzkrieg Bop
Blitzkrieg Bop – pierwszy singel amerykańskiego  zespołu punkrockowego Ramones, promujący album Ramones, wydany w kwietniu 1976 roku przez wytwórnię Sire Records.
Utwór sklasyfikowany został na 92. miejscu listy 500 utworów wszech czasów czasopisma „Rolling Stone”.

## Lista utworów
1. „Blitzkrieg Bop” (Tommy Ramone/Dee Dee Ramone) – 2:14
2. „Havanna Affair” (Dee Dee Ramone/Johnny Ramone) – 1:57

## Skład
- Joey Ramone – śpiew
- Johnny Ramone – gitara, śpiew
- Dee Dee Ramone – gitara basowa, śpiew
- Tommy Ramone – perkusja, producent